# Harry Shipp
Harrison Shipp (geboren am 7. November 1991 in Lake Forest, Vereinigte Staaten) ist ein US-amerikanischer Fußballspieler, der als Mittelfeldspieler eingesetzt wird. Er steht derzeit bei Seattle Sounders unter Vertrag.

## Werdegang
Shipp besuchte die University of Notre Dame, wo er für die Universitätsauswahl, den Fighting Irish, aktiv war. Insgesamt absolvierte er für die Fighting Irish 84 Spiele, in denen er 23 Tore erzielte.
Zur Saison 2014 der nordamerikanischen Profiliga Major League Soccer wurde Shipp als Homegrown Player vom US-amerikanischen Franchise Chicago Fire verpflichtet. Shipp war damit nach Victor Pineda und Kellen Gulley der dritte Spieler in der Vereinsgeschichte von Chicago Fire, der auf Basis der Homegrown Player Rule unter Vertrag genommen worden ist.
Bei Chicago Fire konnte Shipp sich von Beginn an als Stammspieler durchsetzen. In der Saison 2014 spielte er in 33 Spielen, davon 26 von Beginn an. Er erzielte sieben Tore. In der darauffolgenden Saison 2015 kam er erneut 33-mal zum Einsatz, in denen er drei weitere Tore schoss. Auch im Lamar Hunt U.S. Open Cup kam er zum Einsatz.
Am 13. Februar 2016 wurde Shipp vom kanadischen Franchise Montreal Impact gegen Zahlung einer Ablösesumme verpflichtet. Sein Debüt für Impact gab er am 6. März am ersten Spieltag der Saison 2016 gegen die Vancouver Whitecaps. Insgesamt lief er für Montreal in 27 Ligaspielen und zwei Play-off-Spielen für die Kanadier auf. Dabei erzielte er zwei Tore.
Im Dezember 2016 wurde Shipp zum Seattle Sounders FC transferiert. Sein erstes Spiel machte er am 11. März 2017 gegen seinen alten Club Montreal Impact (Endstand: 2:2). Im darauffolgenden Spiel gegen den New York City FC erzielte er sein erstes Tor.